# 約翰·克瑞希
約翰·克瑞希MBE （1908年9月17日—1973年6月9日） 是一位英国作家，他一生寫過侦探和犯罪小说科幻小说、愛情小說和西部小说。他一共用了二十八个的笔名写了六百多部小说。
1953年，約翰·克瑞希創辦了英國犯罪作家協會。
約翰·克瑞希曾是自由党的党员。 